# Бобовище
Бобо́вище — село в Україні, у Закарпатській області, Мукачівському районі. Відстань до райцентру становить близько 15 км і проходить автошляхом місцевого значення.

## Історія
Назва походить від угорського звороту «місце де вирощують вино», інше виводять від слова Бобоєштє, ще деякі дослідники від сербського прізвища Бобович.
Назва Borborom вперше згадується в 1360 році як Boboviscse.
У 1690 році назва Bubulisca, 1910 — Borhalom, 1920 та 1938 Bobovisce.
У 1692 році збудовано перший храм в селі. У 1839 споруджено сучасний храм Пресвятої Богородиці.
У ХІХ столітті селище мало свою символіку — громадську печатку з оригінальним гербом: зображенням Бахуса з келихом у руці, який сидить на бочці з вином. Довкола герба напис: "BUBULISKA HELYSEGENEK PECSETJE 1844".
У 1926 році збудовано школу.

## Храми
храм Собору пр. богородиці. 1839.
У 1610 р. в селі служили священики Федір Поп і Петро Поп. Найдавнішу згадку про церкву датують 1692 р. У 1733 р. згадують дерев’яну церкву з одним дзвоном, присвячену св. Марії, в 1797 р. – кам’яний храм.
На початку XX ст. була каплиця ордену св. Василія Великого, присвячена Ісусу Христу. У селі побутують перекази про спорудження місцевої церкви князем Корятовичем і про те, що храм будували полонені турки. Згадують також, що стара церква стояла в урочищі “Микуля”.
Силует теперішньої мурованої церкви збагачують дві невеликі вежі з бароковими главками, які увінчують бокові притвори. Турню і дахи перекрили бляхою в 1927 р. Над головним входом позначено 1987 р. Біля південних дверей кам’яна плита повідомляє, що зовнішній ремонт храму здійснено в 1987 р. майстрами О. Естрайхером та Б. Костико-вим. Поряд стоїть одноярусна каркасна дзвіниця з чотирма дзвонами. Великий дзвін відлив Ф. Еґрі в 1924 p., менший – Р. Герольд у Хомутові в 1922 р.
Давній малий дзвін має латинський напис: “FUDIT MF EPERIESSINI 1754”, а найменший відлив Лайош Ласло в Малих Ґеївцях у 1887 р. На цвинтарі довкола церкви — багато профільованих дерев’яних надгробних хрестів, які ставили ще в 1960-х роках.
У селі народився священик Стефан Бендас (1903 — 1991) — визначний дослідник історії єпархії.
Місцевий парох Іван Сокол був ув’язнений у концтаборі з 1948 до 1954 р. Друге ув'язнення за «нелегальну проповідницьку діяльність» тривало до 1959 р. Втретє був затриманий 1976 р. Після цього виїхав у Казахстан, де також нелегально проповідував серед тамтешніх німців, римо-католиків. Помер у Ужгороді 1979 р.

## Населення
Згідно з переписом УРСР 1989 року чисельність наявного населення села становила 2227 осіб, з яких 1091 чоловік та 1136 жінок.
За переписом населення України 2001 року в селі мешкало 1608 осіб.

## Присілки
Феєрагоштон
Феєрагоштон - колишнє село в Україні, в Закарпатській області.
Обєднане з селом Бобовище
Згадки: 1600: Fejérágostonfalva, 1599: Fejérfalva
Сотолець
Сотолець - колишнє село в Україні, в Закарпатській області.
Обєднане з селом Бобовище
Згадки: 1611: Sztolecfalva, 1645: Sotoloecz Falva

Мале Бобовище
Мале Бобовище - колишнє село в Україні, в Закарпатській області.
Обєднане з селом Бобовище
Згадки: 16. ст.: Kisbubuliska , 1600: Kis Bubuliska, 1635: Kisbubuliska.

### Мова
Розподіл населення за рідною мовою за даними перепису 2001 року:
| Мова       | Відсоток |
| ---------- | -------- |
| українська | 99,63 %  |
| російська  | 0,19 %   |
| угорська   | 0,12 %   |

## Відомі особи
У селі народився український письменник Болдижар Дмитро Миколайович.

## Туристичні місця
- храм Пресвятої Богородиці
- камінь Тесаний для Шенборна
- Батиєве поле
- Батийова криниця
- Винний підвал у Бобовищі, який був відновлений 1970 р., розташований під земельним насипом, висота якого 60 м. Загальна протяжність коридорів близько 1 км.